# Frátira
Frátira (del inglés: Fratire) es el término usado para referirse a aquel tipo de literatura de no-ficción escrita y dirigida a hombres jóvenes escrita de una forma sobremasculina y políticamente incorrecta. El término fue acuñado con la popularidad de las obras de George Ouzounian (escritas bajo el pseudónimo Maddox) y Tucker Max. Descrito como una sátira de la virilidad tradicional, el género es criticado por promover supuestamente el sexismo y la misoginia.

## Críticas a la frátira
Melissa Lafsky del The New York Times describió el género como "misoginia a la venta". Lafsky mantenía que los autores de frátira estaban sacando beneficios de alimentar la ira causada por las demandas de igualdad realizadas por la sociedad a los jóvenes. En una entrevista de Salon.com, Ouzounian dijo que su escritura era una parodia nostálgica de la virilidad pasada de moda y que la sociedad había avanzado demasiado como para volver a esas ideas. En una entrevista en Public Radio International, Maddox sugirió que la misoginia asociada frecuentemente con la fráticar se había vuelto más aceptable porque las mujeres eran más fuertes en la sociedad de lo que nunca habían sido antes, y que distinguir a las mujeres como el único grupo que no era aceptable satirizar, era sexista en sí mismo. En una editorial de 2008, Kira Cochran del New Statesmen, discutió esa idea, sosteniendo que aún existía mucha desigualdad entre hombres y mujeres. Cochran se refirió a la frátira como una regresión a un sexismo pasado de moda "presentado bajo un manto de ironía".

## Autores
- George Ouzounian
- Tucker Max
- David Thorne
- Frank Kelly Rich
- Neil Strauss[7]
- Robert Hamburger
- Chad Kultgen[8]
- Dick Masterson[9][10]